# Carrageen

Structuur van verschillende types carrageen

Carrageen is een complex mengsel van polysachariden dat wordt gewonnen uit roodwieren afkomstig uit Europa, Amerika en Azië. Afhankelijk van het type carrageen bevinden zich ook één of meer sulfaatgroepen in het molecuul.
Carrageen is een natuurlijk product dat wordt toegepast in zeer veel voedingsmiddelen als verdikkingsmiddel en stabilisator om de dikte en textuur te verbeteren. Bekende toepassingen zijn chocolademelk en slagroom. In vleesvervangende producten en zuivelvervangers (sojamelk, rijstmelk, amandelmelk) wordt het vaak als vervanger van gelatine gebruikt.
Carrageen wordt als voedingsadditief gedeclareerd met E-nummer 407 terwijl het aan carrageen verwante additief verwerkt Eucheuma-wier het nummer 407a heeft.

## Gezondheid
Carrageen is als veilig beoordeeld door de Europese Autoriteit voor Voedselveiligheid (EFSA), waarbij EFSA het toegestane dagelijkse maximum bij chronische inname op 75 mg per kg lichaamsgewicht heeft vastgesteld. Ook mag niet meer dan 5% van het carrageen bestaan uit moleculen met een molecuulmassa van minder dan 50 kDa.
Soms worden zorgen geuit over de veiligheid van carrageen in voedsel, gebaseerd op laboratoriumstudies met dieren die gastro-intestinale ontsteking, ulceraties en op colitis lijkende ziekte vertonen bij dieren die carrageen in hun drinkwater of dieet kregen. Dergelijke zorgen zijn gebaseerd op studies met poligeenan, een aan carrageenan verwante stof die in de wetenschappelijke literatuur tot in de jaren '90 van de vorige eeuw 'afgebroken carrageenan' (degraded carrageenan) werd genoemd. Dat suggereerde onterecht dat de schadelijke effecten van poligeenan konden ontstaan door afbraak van carrageenan in het maag-darmkanaal. De omstandigheden die nodig zijn voor omzetting van carrageenan in poligeenan (pH van 0,9–1,3 en een temperatuur van 80 °C gedurende meerdere uren) zijn echter zeer extreem, en vorming van poligeenan uit carrageenan in het menselijk lichaam is nooit aangetoond.
Verder bestaat er volgens EFSA voor sommige bevolkingsgroepen een risico op overaanbod aan carrageen. Gebruik van hoge concentraties carrageen kan leiden tot flatulentie.